# Alexei Shaidulin
Alexei Shaidulin –en búlgaro, Алексеи Шаидулин– (Anuchino, URSS, 11 de enero de 1979) es un deportista búlgaro de origen ruso que compitió en boxeo.
Ganó una medalla de plata en el Campeonato Mundial de Boxeo Aficionado de 2005 y una medalla de bronce en el Campeonato Europeo de Boxeo Aficionado de 2006.

## Palmarés internacional
| Campeonato Mundial | Campeonato Mundial | Campeonato Mundial | Campeonato Mundial |
| Año                | Lugar              | Medalla            | Categoría          |
| ------------------ | ------------------ | ------------------ | ------------------ |
| 2005               | Mianyang (China)   | Medalla de plata   | 57 kg              |
| Campeonato Europeo |                    |                    |                    |
| Año                | Lugar              | Medalla            | Categoría          |
| 2006               | Plovdiv (Bulgaria) | Medalla de bronce  | 57 kg              |